# 放免

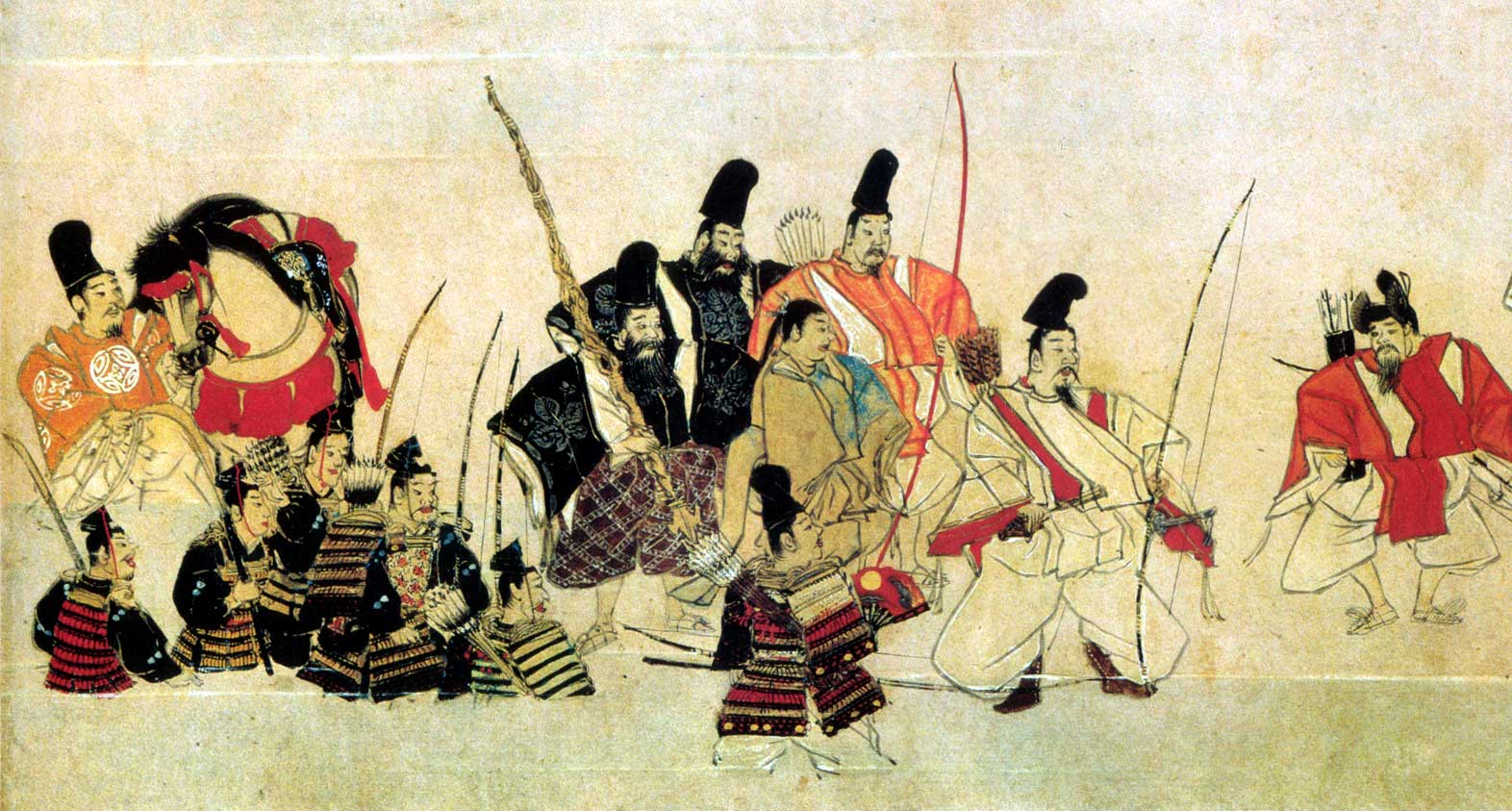
中央に、髭面で巨大な棒を持ち、藍染の上着と錦繍の袴で正装した放免が2人描かれている

放免（ほうめん）とは日本の令外官である検非違使の下部（しもべ）である。「放免囚人」の義。検非違使庁の下級刑吏として、実際に犯罪者を探索し、捕縛したり、拷問や獄守を担当した。

## 由来
遅くとも11世紀前半には放免が確実にいたことが、文献から確認できる。元々、罪を犯して囚人となったあとに計らいをもって放免となった者で、犯罪者の情報収集などの捜査の便を考慮し、前科のある者を検非違使庁に採用したものであった。中には放免になった後も罪を犯した者がいたようである。

## 容姿
彼らの容姿には著しい特徴が見られる。当時は一般的でなかった口髭、顎鬚を伸ばし、特殊な祭礼や一部の女子にしか許されていなかった「綾羅錦繍」、「摺衣（文様を彫り込んだ木版の上に布を置き、これに山藍の葉を摺り付けて作る技法の衣）」と呼ばれる模様の付いた衣服を身につけた。この模様については、「贓物（盗んで得た財物の意）出来するところの物を染め摺り文を成した衣袴」と同時代史料に記されており、佐藤進一は検非違使の得分を示唆していると解釈している。また、七曲がりの自然木の鉾を持つ。この鉾については僧兵の使用する撮棒などとの関連も指摘されており、いずれも穢れに対する呪術的な意味を持つものと推定されている。
この他にも、徒然草第二百二十一段では、賀茂祭で警備をしていた放免は蜘蛛の網が描かれた水干に附物を付けていたという記述がある。
これらの常民と区別される外見については、非人のため禁忌を憚らないためであるとする同時代史料があり、非人と見なされていたことが分かる。ただし当時の非人は後世とは異なり、単に差別される対象ではなく畏怖される存在であった。